# Philippe Hervé
Pour les articles homonymes, voir Hervé.
Philippe Hervé, né le 13 février 1963 à Fontainebleau est un entraîneur français de basket-ball. C'est également un ancien joueur professionnel.

## Biographie

### Carrière entraîneur
En 2005, il rejoint le club d'Orléans qui évolue alors en Pro B. Sous sa direction, le club remporte le titre de champion de France de Pro B en 2006 et dispute la finale de la Coupe de France, perdue sur le score de 66 à 58 face à la JDA Dijon. Pour sa première saison en Pro A, le club se qualifie pour la Semaine des As et termine à la onzième place de la saison régulière. La saison suivante, le club termine treizième. Lors de sa troisième saison dans l'élite, Orléans termine à la deuxième place de la phase régulière. Cette excellente saison se concrétise par une nouvelle participation à la Semaine des As. Lors de cette édition, Orléans parvient en finale en éliminant Strasbourg puis Villeurbanne mais s'incline en finale face au Mans sur le score de 74 à 64. Lors de sa deuxième finale de la saison, en championnat de France, Orléans est vaincue par Villeurbanne sur le score de 55 à 41.
En 2010, Orléans joue sa première compétition européenne, l'Euroligue. Il dispute également sa deuxième finale consécutive de la Semaine des As. Mais le club perd une nouvelle fois face à Villeurbanne, sur le score de 70 à 69. En championnat de France, Orléans s'incline en quart de finale face à Roanne. Le club parvient toutefois à remporter un titre en s'imposant en finale de la Coupe de France face à Gravelines sur le score de 73 à 69.
Lors de la saison 2010-2011, l'OLB ne parvient pas à se qualifier pour la Semaine des As, s'incline en huitième de finale de la Coupe de France et termine à la onzième place du championnat.
À la fin de la saison 2013-2014, Orléans ne parvient pas à être en playoffs. Philippe Hervé quitte le club après neuf saisons à sa tête. Il est le coach ayant duré le plus longtemps au club orléanais. Il décide de prendre du recul et de prendre une année sabbatique.
Le 6 avril 2015, Philippe Hervé décide de reprendre du service et est intronisé entraîneur au Limoges CSP. Il succède à Jean-Marc Dupraz qui a été remercié à la suite des mauvais résultats depuis le début de l'année. Il prend en main un groupe composé de joueurs très talentueux et décide de repartir de zéro tactiquement, à deux mois de la fin de saison. Il réussit à gagner son premier titre de Champion de France de Pro A 2015 en réalisant de très beaux matchs de playoffs. Cependant, neuf mois après son arrivée dans le Limousin, il démissionne le 7 janvier 2016 à la suite d'un début de saison moyen et de relations tendues avec son président Frédéric Forte.
Il reprend le coaching à l'Elan Chalon lors de la saison 2019-2020, avant d'être remercié en janvier 2020 car le club étant avant-dernier avec seulement six victoires contre quatorze défaites.
Quatre ans plus tard, à la mi-saison 2024, il arrive au club de LyonSO, alors en Nationale 1, dans une équipe avec un effectif très jeune.

### Vie personnelle
Son fils William Hervé est aussi joueur de basket-ball.

## Parcours

### Joueur
- 1979 - 1984 :  Racing Paris (Nationale 2)
- 1984 - 1985 :  Poissy-Chatou Basket (Nationale 2)
- 1985 - 1986 :  ESMB Challans (Nationale 1)
- 1986 - 1988 :  Saint-Étienne Basket (Nationale 1)
- 1988 - 1989 :  Cholet Basket (N 1 A)
- 1989 - 1990 :  ASVEL Lyon-Villeurbanne (N 1 A)
- 1990 - 1995 :  Élan Chalon (Nationale 2 puis Pro B)

### Entraîneur
- 1995 - 1996 :  Élan Chalon (Pro B)
- 1996 - 2002 :  Élan Chalon (Pro A)
- 2002 - 2004 :  ASVEL Lyon-Villeurbanne (Pro A)
- 2005 - 2006 :  Entente Orléanaise (Pro B)
- 2006 - 2014 :  Entente Orléanaise puis Orléans Loiret Basket (Pro A)
- avril 2015 - début janvier 2016 :  Limoges CSP (Pro A)
- 2016 - 2018 :  Cholet Basket (Pro A)
- 2019 - janvier 2020 :  Élan Chalon (Jeep Élite)
- 2024 - ... : Lyon SO (N1M)

## Palmarès

### Joueur
- Champion de France de Nationale 2 en 1994 avec l'élan sportif Chalon-sur-Saône

### Entraîneur
- Champion de France Pro A en 2015
- Finaliste du Championnat de France Pro A en 2003 et 2009
- Finaliste de la Coupe Saporta : 2001
- Entraîneur lors du All-Star Game LNB : 1999, 2003, 2013
- Vainqueur de la Coupe de France en 2010[1]
- Finaliste de la Coupe de France 2006
- Champion de France Pro B 2006
- Élu meilleur entraîneur de Pro A de la saison 2008-2009[6]
- Finaliste de la Semaine des As : 2009 et 2010